# Marcin Lis (naukowiec)
Marcin Lis – profesor Akademii WSB, prorektor ds. Studenckich i Współpracy z Otoczeniem je uczelni. 

## Życiorys
Specjalizuje się w dziedzinie systemów jakości oraz zarządzania innowacyjnymi projektami i zintegrowanymi systemami; Autor książek w tej dziedzinie.  
Wieloletni menedżer wykonawczy w Orange S. A., Przewodniczący Rady Ekspertów w Akademii WSB oraz Wiceprezes Towarzystwa Naukowego Organizacji i Kierownictwa oddział w Dąbrowie Górniczej, Wiceprzewodniczący Komisji ds. Innowacyjności, Konkurencyjności i Współpracy Nauki z Biznesem działającej przy Regionalnej Izbie Gospodarczej w Katowicach; Prezesem Delegatury w Dąbrowie Górniczej Regionalnej Izby Gospodarczej w Katowicach; Wiceprezes Zarządu Śląskiego Związku Pracodawców Lewiatan; Członek międzynarodowego stowarzyszenia The European Academy of Management (EURAM c/o EIASM – European Institute for Advanced Studies in Management); Wiceprezes Zarządu oddziału w Katowicach Polskiego Towarzystwa Ekonomicznego; Członek Rady Programowej Krajowego Klastra Kluczowego Silesia Automotive & Advanced Manufacturing Katowickiej Specjalnej Strefy Ekonomicznej.
Odznaczony Srebrnym oraz Złotym Krzyżem Zasługi, Medalem Komisji Edukacji Narodowej oraz Złotą Odznaką Honorową za zasługi dla województwa śląskiego.

## Wybrane publikacje naukowe
- The Mediating Role of Business Strategies between Management Control Systems Package and Firms Stability: Evidence from SMEs in Malaysia — M Haseeb, M Lis, I Haouas, M WW — Sustainability(inne języki) 11 (17), 4705 , 2019[7].
- Capital Investments and Manufacturing Firms’ Performance: Panel-Data Analysis — M Lis, V Grozdic, B Maric, M Radišic, J Šebestová — Sustainability 12 (4), 1-18 , 2020.[7]
- The impact of information systems and non-financial information on company success — AP Monteiro, J Vale, E Leite, M Lis, J Kurowska-Pysz — International Journal of Accounting Information Systems(inne języki) 45, 100557 , 2022. [7]
- Factors influencing behavioural intention to use MOOCs — M Lis, B Khalid, W Chaiyasoonthorn, S Chaveesuk — Engineering Management in Production and Services(inne języki) 13 (2), 83-95 , 2021. [7]
- Modeling Green Energy Development Based on Sustainable Economic Growth in China — Marcin Lis — Sustainability 12 (4) , 2020.[7]
- Linking a performance management system and competencies: Qualitative research — V Korenková, J Závadský, M Lis —Engineering Management in Production and Services 11 (1), 51-67 , 2019. [7]
- Forecasting of Energy Demands for Smart Home Applications - Marcin Lis, Dhowmya Bhatt, Danalakshmi D, A. Hariharasudan, Marlena Grabowska — Energies(inne języki) 2021 14, 1045 , 2021. [7]
- Euroregions and Local and Regional Development - Local Perceptions of Cross-Border Cooperation and Euroregions Based on the Euroregion Beskydy - M Lis, H Howaniec — Sustainability 12 (18) , 2020.[7]